# 선우진 (1926년)
선우 진(鮮于 珍, 1926년 10월 15일 ~ 1988년 1월 11일)은 대한민국의 군인, 정치인, 기업인, 언론인이며 예비역 대한민국 육군 중령이다.

## 생애

### 생애 초기
평안북도 정주 출생으로 본관은 태원(太原)이며 호(號)는 금촌(錦村)이다.
광복군 장교 출신의 선우 진(鮮于 鎭)과는 동성동본(同姓同本)이자 동향(同鄕)이요 동명이인(同名異人)이며 친족척간이다.

### 주요 경력
- 1959년 육군본부 정훈차감.
- 1960년 대한민국 육군 중령 예편(1960년 2월 1일).
- 1960년 장면(張勉) 대한민국 부통령 예하 공보특보보좌관 직무대리.
- 1960년 백낙준(白樂濬) 대한민국 국회 참의원 의장 예하 공보비서관.
- 1961년 대한공론사 이사장.
- 1966년 한국독립당 행정공보위원.
- 1967년 한국독립당 행정공보위원 직위 퇴임과 함께 한국독립당 탈당.
- 1967년 국방부 전우신문 편집실장.
- 1971년 국방부 전우신문 논설실장.
- 1972년 국방부 정훈국장.
- 1978년 대한중석 상무이사.
- 1982년 서울신문 상임감사.
- 1984년 동남양행 상임감사.
- 1987년 동남양행 상임감사 직위 퇴임.

### 학력
- 1949년 서울대학교 법학과 학사
- 1950년 대한민국 육군사관학교 9기
- 1951년 대한민국 육군기갑학교 초등군사반 졸업
- 1952년 대한민국 육군헌병학교 초등군사반 졸업
- 1952년 대한민국 육군보병학교 초등군사반 졸업
- 1954년 미국 육군보병학교 고등군사반 졸업
- 1954년 미국 육군정훈학교 고등군사반 졸업
- 1958년 대한민국 국방대학교 행정학사 3기
- 1959년 대한민국 국방대학원 행정학 석사